# Eusarca floridaria
Eusarca floridaria là một loài bướm đêm trong họ Geometridae.